# Kirche Chilgol
Koordinaten: 39° 1′ 54,9″ N, 125° 40′ 30,9″ O

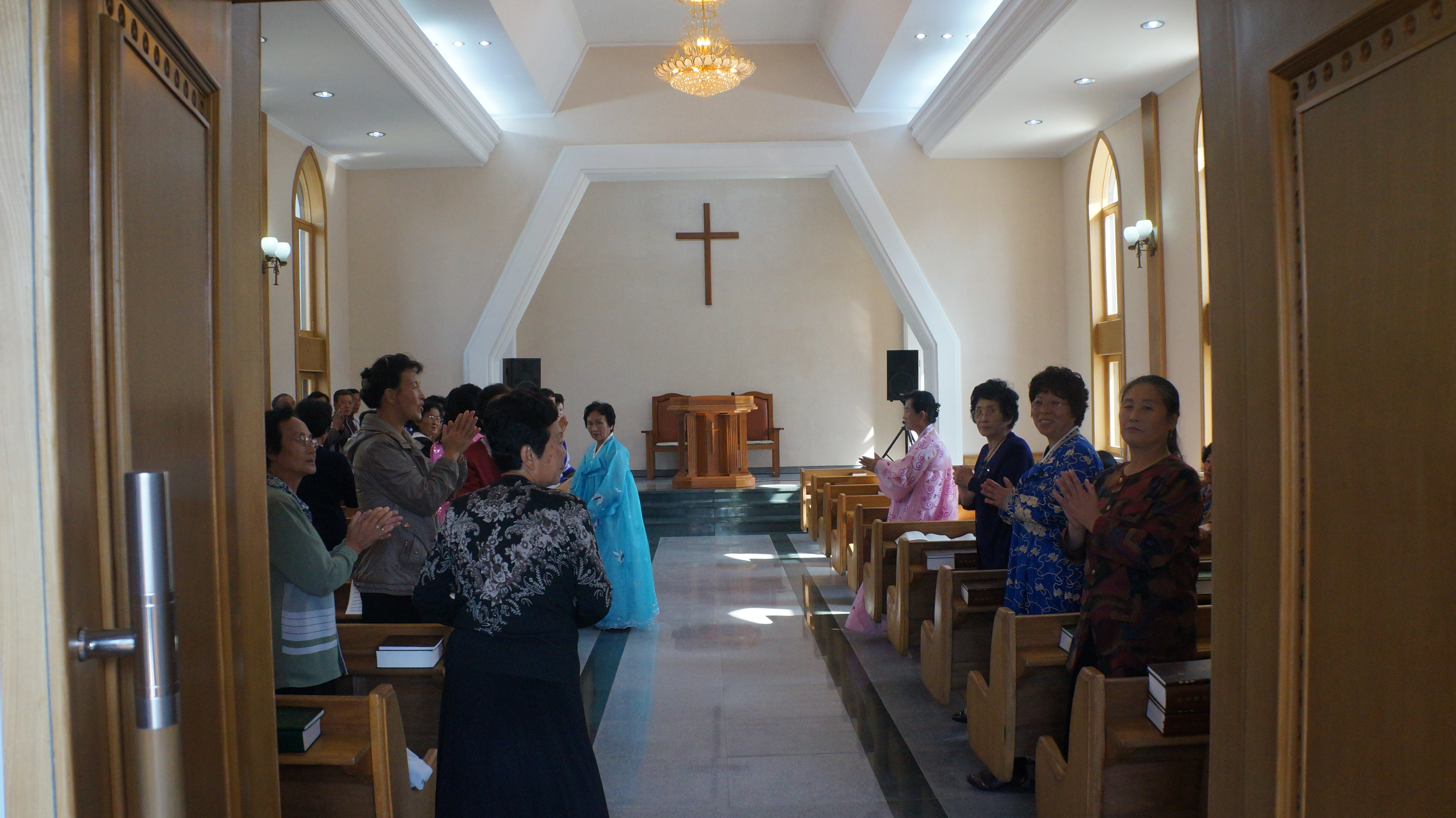
Innenansicht der Kirche Chilgol

Die Kirche Chilgol ist ein protestantischer Sakralbau in Nordkoreas Hauptstadt Pjöngjang im Bezirk Mangyŏngdae-guyŏk. Gewidmet ist sie der Mutter Kim Il-sungs Kang Pan-sok, einer presbyterianischen Diakonin.
Im Jahr 1899 wurde die Kirche in Chilgol gegründet. Die Kirche wurde von Kang Pan-sok besucht, der Mutter Kim Il-sungs, der sie manchmal begleitete. Als die Kirche 1950 am Anfang des Koreakriegs durch US-amerikanische Bombardierungen zerstört wurde, ließ die Regierung die Kirche an der ursprünglichen Stelle wieder aufbauen. Der Wiederaufbau wurde im Jahre 1992 fertiggestellt und im November desselben Jahres folgte die Weihe.
Die Kirche steht unter der Aufsicht der Koreanischen Christlichen Föderation. Gottesdienste finden jeden Sonntag statt.
Inwieweit ein aktives Gemeindeleben stattfindet, kann nicht sicher gesagt werden; zwar garantiert die Verfassung Nordkoreas Religionsfreiheit, jedoch werden insbesondere Christen verfolgt. Mehr dazu im Artikel: Religion in Nordkorea.